# Reichswahlvorschlag
Der Reichswahlvorschlag war eine Besonderheit im Wahlrecht der Weimarer Republik; er wurde in der Zeit des Nationalsozialismus dem Namen nach beibehalten. Dabei handelt es sich um eine Liste von Kandidaten einer Partei. Diese reichsweite Liste war mit den Listen der Wahlkreise (Kreiswahlvorschläge) verbunden.

## Weimarer Republik
Zum Beginn der Weimarer Republik wurde das Reich in 35 Wahlkreise eingeteilt. In der Regel reichte eine Partei in jedem Wahlkreis eine Liste („Kreiswahlvorschlag“) ein. In jedem Kreiswahlvorschlag waren ein Vertrauensmann und dessen Stellvertreter zu benennen. Der Vertrauensmann oder sein Stellvertreter konnte erklären, dass die Reststimmen des Kreiswahlvorschlags einem Reichswahlvorschlag zuzurechnen seien („Anschlusserklärung“). 
Üblicherweise stellte jede Partei einen Reichswahlvorschlag auf und alle Kreiswahlvorschläge der Partei wurden diesem angeschlossen. Es war aber auch möglich, Kreiswahlvorschläge verschiedener Parteien demselben Reichswahlvorschlag anzuschließen. So waren z. B. bei der Reichstagswahl am 5. März 1933 die Kreiswahlvorschläge der Deutschen Staatspartei (DStP) dem Reichswahlvorschlag der SPD angeschlossen, die im Gegenzug DStP-Bewerber auf ihrem Reichswahlvorschlag platziert hatte.
Während der Weimarer Republik gab es keine Fünf-Prozent-Hürde. In der Folge hatten bis zu 17 Parteien einen Sitz im Reichstag.
Die 35 Wahlkreise waren zu 16 Wahlkreisverbänden zusammengefasst, die mit einer Ausnahme jeweils zwei oder drei Wahlkreise umfassten. Kreiswahlvorschläge für Wahlkreise desselben Wahlkreisverbandes konnten durch gegenseitige Erklärungen der Vertrauenspersonen miteinander verbunden werden („Verbindungserklärung“). Eine Verbindung war nur zwischen Kreiswahlvorschlägen möglich, die entweder alle keinem oder alle demselben Reichswahlvorschlag angeschlossen waren.

## Zeit des Nationalsozialismus
Kurz nach dem Betätigungsverbot für die SPD als „staats- und volksfeindliche Partei“ (22. Juni 1933) durch den nationalsozialistischen Innenminister Wilhelm Frick lösten sich sämtliche Parteien selbst auf. Am 14. Juli 1933 folgte das Gesetz gegen die Neubildung von Parteien.
Bei den drei weiteren in der Zeit des Nationalsozialismus durchgeführten „Wahlen“ zum Reichstag nahmen somit nur Mitglieder der NSDAP sowie einige Parteilose, die als „Gäste“ bezeichnet wurden, teil. Ende 1938 fand noch eine Ergänzungswahl für das Sudetenland zur Reichstagswahl im April statt.
An der letzten Sitzung des Reichstags bis zum Kriegsende erfolgte der Beschluss des Großdeutschen Reichstags vom 26. April 1942.